# Спербунд, Урассая
Урассая Спербунд (тайск. อุรัสยา เสปอร์บันด์, англ. Urassaya Sperbund; род. 18 марта 1993 года), также известная как Яя, — тайская киноактриса и модель тайско-норвежского происхождения. Одна из наиболее популярных современных киноактрис Таиланда. Известна по ролям фильмах «Сердце Аккани» (2010), «Любовь побеждает зло» (2011), «Чья эта земля» (2012), «Волны жизни» (2017), «Наследная принцесса» (2018). Роль принцессы Алисы в последнем, как отмечают, и принесла ей популярность.

## Биография
Родилась в семье инвестиционного брокера и домохозяйки; имеет тайско-норвежское происхождение. Есть старшая сестра Каттлея — старше на 3 года, и брат. Посещала школу Regents International School Pattaya, заканчивала обучение в Bangkok Patana School. Получила степень бакалавра искусств в Университете Чулалонгкорна в 2015 году.
В 13 лет в парке встретила агента, предложившего ей сняться для рекламы дезодоранта. Она вошла в сферу развлечений в 2008 году и стала популярной два года спустя, в 2010 году, когда сыграла главную роль в лакорне «Сердце Аккани». Её называют суперзвездой Таиланда, так как на её счету уже имеется более 200 съёмок в рекламе и для журналов. Актриса привлекалась для рекламы брендов Maybelline, Pantene и Uniqlo, первая тайская актриса, получившая звание «Friend of Louis Vuitton» и появлявшаяся в «US Vogue». В партнёрстве с ней в 2022 появился персонаж игры Free Fire — Луна.
В свободное время любит читать, предпочитая жанр исторического романтического романа (Historical romance). Ей нравятся произведения писателей Жаклин Уилсон, Мэг Кэбот, Николаса Спаркса, Софи Кинселла, Сесилии Ахерн. Любимые книги — «Гордость и предубеждение» Джейн Остин, «Посмотри на меня» Сесилии Ахерн. С 7 лет занимается верховой ездой и коллекционирует игрушечных пони. Бегло говорит по-английски.

## Фильмография

### Фильмы
- 2018 — Брат года / Brother of the Year[англ.]; — Джейн
- 2018 — Nakee 2; — Срои
- 2021 — Райя и последний дракон / 	Raya and the Last Dragon; — Raya (Thai dubbing)
- 2021 — Undefeated; — Vee (Short film for Free Fire Thailand)
- 2022 — Luna; — Luna (Short film for Free Fire Thailand)

### Телевидение
| Год  | Название                                    | Оригинальное название      | Роль                                   | Канал     |
| ---- | ------------------------------------------- | -------------------------- | -------------------------------------- | --------- |
| 2008 | Лучший невидимый друг                       | Peun See Long Hon          | Сом                                    | Channel 3 |
| 2010 | Роза без шипоа                              | Kularb Rai Narm            | Нукари                                 | Channel 3 |
| 2010 | Гималаи Тары                                | Thara Himalaya             | Аджима Потсават (Джид)                 | Channel 3 |
| 2010 | Сердце Аккани                               | Duang Jai Akkanee          | Аджима Потсават (Джид)                 | Channel 3 |
| 2010 | Ловушка любви Патапи                        | Pathapee Leh Ruk           | Аджима Потсават (Джид)                 | Channel 3 |
| 2010 | Околдованный Ваяпак                         | Wayupak Montra             | Аджима Потсават (Джид)                 | Channel 3 |
| 2011 | Палящее солнце                              | Tawan Deard                | Пхет Роонг                             | Channel 3 |
| 2011 | Любовь побеждает зло                        | Game Rai Game Rak          | Фахланда/Нанг Фах                      | Channel 3 |
| 2012 | Чья это земля?                              | Torranee Ni Nee Krai Krong | Даруни                                 | Channel 3 |
| 2013 | Иллюзия солнца                              | Maya Tawan                 | Маттана                                | Channel 3 |
| 2013 | Мой цветочек                                | Dao Raung                  | Дао Раунг                              | Channel 3 |
| 2014 | Восходящее солнце: Любовь, затмившая солнце | Roy Ruk Hak Liam Tawan     | Маями Такахаси                         | Channel 3 |
| 2014 | Восходящее солнце: Вслед за мечтой          | Roy Fun Tawan Duerd        | Маями Такахаси                         | Channel 3 |
| 2015 | Ты в моём сердце                            | Neung Nai Suang            | Хатаирах (Поом)                        | Channel 3 |
| 2017 | Волны жизни                                 | Kleun Cheewit              | Джерават (Джи)                         | Channel 3 |
| 2017 | Тайна перевоплощения                        | Leh Lub Salub Rarng        | Петра Павади                           | Channel 3 |
| 2018 | Наследная принцесса                         | The Crown Princess         | принцесса Алиса Мадлен Тереза Филиппс  | Channel 3 |
| 2019 | Аромат миллингтонии                         | Klin Kasalong              | Касалонг / Сонгпип / Пимписа / Пиммада | Channel 3 |
| 2022 | Узор киннари                                | Lai Kinnaree               | Мэй Йинг Пудсорн                       | Channel 3 |
| 2022 | Коварный ромео (Это ты)                     | Kue Thur                   | Саихим                                 | Channel 3 |

## Дискография
| Год  | Песня                                        | Уточнение                               |
| ---- | -------------------------------------------- | --------------------------------------- |
| 2011 | นาฬิกาตาย                                     | из «Палящее солнце»                     |
| 2012 | อาการรัก                                      | из «Чья это земля?»                     |
| 2012 | ซัมเมอร์นี้ต้องมีเลย์ feat. Nadech Kugimiya         | из «Чья это земля?»                     |
| 2012 | เปลี่ยน                                        |                                         |
| 2013 | เลย์ซัมเมอร์ — feat. Nadech Kugimiya            |                                         |
| 2013 | เข้าถึงใจทหารตำรวจไทย                          |                                         |
| 2013 | อยากบอกรัก — feat. Harin Sutamjarat           |                                         |
| 2013 | อยากบอกรัก — feat. Harin Sutamjarat           | The Richman Toy and Gan The Jukks       |
| 2014 | เลย์ซัมเมอร์ — feat. Nadech Kugimiya            |                                         |
| 2014 | ใครหนอ                                       |                                         |
| 2014 | แล้วเราจะได้รักกันไหม — feat. Nadech Kugimiya    | из «Восходящее солнце: Вслед за мечтой» |
| 2015 | จูบ — feat. Jirayu Tangsrisuk                 | из «Ты в моём сердце»                   |
| 2016 | Happy Birthday ช่อง 3 — feat. Nadech Kugimiya |                                         |
| 2017 | MAKE IT HAPPEN                               | DABOYWAY X YAYA                         |
| 2019 | ทัชที่ดีต่อใจ                                     | KLEAR x YAYA                            |